# Ngoma Lungundu
O Ngoma Lungundu (que significa "o tambor que troveja") é um artefato religioso sagrado muito estimado pelo povo Lemba do Zimbábue. O artefato está abrigado no Museu de Ciências Humanas do Zimbábue e é considerado o objeto de madeira mais antigo já descoberto na África Subsaariana.
A tradição oral Lemba fala de Ngoma Lungundu como uma réplica da Arca da Aliança bíblica, que se acredita ter sido construída há quase 700 anos a partir dos restos da Arca original, que continha os Dez Mandamentos, conforme descrito na Bíblia.
A história do Ngoma Lungundu foi documentada por dois investigadores. Em 1952, Harald von Sicard relatou ter descoberto o Ngoma numa gruta no Zimbabué, transferindo-o posteriormente para um museu Bulavaio. Sete anos mais tarde, Pieter W. Van Heerden detalhou a existência do Ngoma Lungundu numa gruta Soutpansberg, especificamente na zona de Tshiendeulu perto de Dzata I, dentro da antiga Região de Venda.
Na história oral, o povo Lemba traça as suas origens aos  região judaica e disseram que deixaram Israel há aproximadamente 2500 anos. Os seus pais nasceram lá e migraram gradualmente de Israel para África, onde estabeleceram a comunidade Lemba. Com o tempo, os lembas mantiveram certos costumes judaicos, incluindo a proibição do consumo de carne de porco, o abate ritual de animais e a observância de um dia sagrado semanal. Também costumam usar solidéus semelhantes a yarmulke e exibem a Estrela de David nas suas lápides.
Apesar destas práticas, o povo Lemba não é estritamente judeu no sentido religioso, uma vez que muitos se converteram ao Cristianismo ou ao Islão ao longo dos séculos. No entanto, a sua adesão a costumes como a observância das leis alimentares, os rituais de oração e a reverência por objectos sagrados como o Ngoma Lungundu levou a comparações entre a sua cultura e a práticas judaicas.